# Esther Cañadas
Esther Cañadas (Albacete, 1 de Março de 1977) é uma modelo e actriz espanhola.

## Biografia
Esther nunca se mostrou muito inclinada a seguir a carreira de modelo já que o seu desejo era ser criminologista, mas a influência da mãe acabou por ser preponderante.
Esther tinha apenas catorze anos quando, após vencer um concurso de beleza, o representante de uma agência de modelos reparou nela e lhe ofereceu um trabalho temporário como manequim. Apesar de todas as dúvidas, pôs de lado o sonho de ser detective e passou a fazer parte do mundo da moda, mesmo achando que era demasiado magra e que não tinha ar de espanhola, graças aos olhos azuis e ao cabelo louro. De qualquer forma, aos 16 anos ganhou um concurso de manequins na África do Sul, o que deu um grande impulso à sua carreira. Em 1993, após uma breve passagem por Barcelona, mudou-se para Itália para um dos centros mundiais da moda, Milão.
Três anos depois deu o salto para os EUA e ao fim de dois dias já tinha sido contactada por cerca de vinte estilistas locais. Arranjou emprego em Nova Iorque na DKNY por ordem da própria Donna Karan que ficou fascinada com o estilo único de Esther. Nesse mesmo ano, durante uma sessão de fotografia na DKNY, conheceu o manequim masculino holandês Mark Vanderloo, com quem viria a casar em 1999 e de quem se separaria logo no ano seguinte.
Durante 1997, para além dos anúncios da DKNY, deu a cara e o corpo por marcas como a Versace e Victoria's Secret e apareceu em capas de revistas como a Elle, a Vogue espanhola e a Marie Claire italiana.
Esther desfilou nas passerelles com criações de estilistas como Calvin Klein, Versace, Oscar de la Renta, Giorgio Armani, Yves Saint Laurent, Valentino e Givenchy, entre outros.
A manequim espanhola, no meio das suas inúmeras viagens de trabalho, tem ainda disponibilidade para se dedicar a algumas acções de caridade e ao cinema. A sua estreia na Sétima Arte ocorreu em 1999 no filme de John McTiernan O Caso Thomas Crown, ao lado de Pierce Brosnan e Rene Russo, a que se seguiu em 2001 uma participação no filme espanhol Torrente 2: Misión em Marbella, de Santiago Segura.
Esther Cañadas, que passou por Matosinhos no ano 2000 como estrela do Portugal Fashion, assegurou que a sua beleza é natural, pois não faz nenhuma dieta especial nem pratica exercício físico com regularidade.

## Vida pessoal
Cañadas conheceu seu primeiro marido, a modelo Mark Vanderloo, no set de filmagens da DKNY em 1997, em Donna Karan. Elas se casaram em 1999, mas se divorciaram em novembro de 2000. Em dezembro de 2014, Cañadas deu à luz seu primeiro filho, Galia.